# Konzulat Republike Slovenije v Helsingborgu
Konzulat Republike Slovenije v Helsingborgu je diplomatsko-konzularno predstavništvo (konzulat) Republike Slovenije s sedežem v Helsingborgu (Švedska); spada pod okrilje Veleposlaništvu Republike Slovenije na Švedskem.
Trenutni častni konzul je Folke Straube.